# Gle Taleue Lhee
Gle Taleue Lhee är en kulle i Indonesien.   Den ligger i provinsen Aceh, i den västra delen av landet, 1 800 km nordväst om huvudstaden Jakarta. Toppen på Gle Taleue Lhee är 256 meter över havet, eller 86 meter över den omgivande terrängen. Bredden vid basen är 2,0 km.
Terrängen runt Gle Taleue Lhee är platt norrut, men söderut är den kuperad.Runt Gle Taleue Lhee är det ganska glesbefolkat, med 25 invånare per kvadratkilometer. Omgivningarna runt Gle Taleue Lhee är en mosaik av jordbruksmark och naturlig växtlighet.